# Campeonato Mundial de Atletismo em Pista Coberta de 2010 - 3000 m feminino
A prova dos 3000 metros feminino do Campeonato Mundial de Atletismo em Pista Coberta de 2010 foi disputada nos dias 12 e 13 de março no ASPIRE Dome, em Doha.

## Recordes
Antes desta competição, os recordes mundiais e do campeonato nesta prova eram os seguintes:
| Tipo                  | Atleta         | Tempo   | Local     | Data                   |
| --------------------- | -------------- | ------- | --------- | ---------------------- |
|                       | Meseret Defar  | 8:23.72 | Stuttgart | 3 de fevereiro de 2007 |
| Recorde do campeonato | Elly van Hulst | 8:33.82 | Budapeste | 4 de março de 1989     |

## Medalhistas
| Ouro                | Prata                  | Bronze                |
| Meseret Defar (ETH) | Vivian Cheruiyot (KEN) | Sentayehu Ejigu (ETH) |

## Resultados

### Eliminatórias
Estes são os resultados das eliminatórias. As 21 atletas inscritas foram divididas em duas baterias, se classificando para a final as quatro melhores de cada bateria (Q) mais os quatro melhores tempos no geral (q).
| Bateria 1 | Bateria 1               | Bateria 1   | Bateria 1        |
| Pos.      | Atleta                  | Tempo       | Notas            |
| --------- | ----------------------- | ----------- | ---------------- |
| 1         | ETH Sentayehu Ejigu     | 9:00.34 (Q) |                  |
| 2         | POR Sara Moreira        | 9:01.01 (Q) |                  |
| 3         | KEN Vivian Cheruiyot    | 9:01.35 (Q) |                  |
| 4         | RSA René Kalmer         | 9:01.41 (Q) | Recorde nacional |
| 5         | GBR Barbara Parker      | 9:01.52     |                  |
| 6         | POL Renata Plis         | 9:02.68     |                  |
| 7         | USA Sara Hall           | 9:04.25     |                  |
| 8         | RUS Yelena Zadorozhnaya | 9:09.52     |                  |
| 9         | IRL Hazel Murphy        | 9:17.60     |                  |
| 10        | KGZ Viktoriia Poliudina | 9:30.76     | Recorde nacional |

| Bateria 2 | Bateria 2                 | Bateria 2   | Bateria 2            |
| Pos.      | Atleta                    | Tempo       | Notas                |
| --------- | ------------------------- | ----------- | -------------------- |
| 1         | ETH Meseret Defar         | 8:48.23 (Q) |                      |
| 2         | KEN Sylvia Jebiwott Kibet | 8:48.60 (Q) |                      |
| DSQ       | TUR Alemitu Bekele        | 8:48.73 (Q) | Doping               |
| 3         | AZE Layes Abdullayeva     | 8:49.65 (q) | Recorde pessoal      |
| 4         | POR Jéssica Augusto       | 8:50.81 (q) |                      |
| 5         | USA Desireé Davila        | 8:51.08 (q) | Recorde pessoal      |
| 6         | POL Lidia Chojecka        | 8:52.14 (q) | Recorde da temporada |
| 7         | NED Adriënne Herzog       | 8:53.24 (q) | Recorde pessoal      |
| 8         | ROU Ancuţa Bobocel        | 8:54.08     | Recorde pessoal      |
| 9         | IRL Deirdre Byrne         | 8:58.94     | Recorde pessoal      |
| 10        | GBR Gemma Turtle          | 9:17.55     |                      |

### Final
Estes são os resultados da final:
| Pos.              | Atleta                    | Tempo   | Notas  |
| ----------------- | ------------------------- | ------- | ------ |
| Medalha de ouro   | ETH Meseret Defar         | 8:51.17 |        |
| Medalha de prata  | KEN Vivian Cheruiyot      | 8:51.85 |        |
| Medalha de bronze | ETH Sentayehu Ejigu       | 8:52.08 |        |
| 4                 | KEN Sylvia Jebiwott Kibet | 8:52.16 |        |
| DSQ               | TUR Alemitu Bekele        | 8:53.78 | Doping |
| 5                 | POR Sara Moreira          | 8:55.34 |        |
| 6                 | AZE Layes Abdullayeva     | 8:57.59 |        |
| 7                 | POR Jéssica Augusto       | 9:01.71 |        |
| 8                 | RSA René Kalmer           | 9:04.11 |        |
| 9                 | USA Desireé Davila        | 9:07.24 |        |
| 10                | POL Lidia Chojecka        | 9:07.80 |        |
| 11                | NED Adriënne Herzog       | 9:12.99 |        |

Legenda
| Recorde mundial       | Recorde mundial (World record)               |                       | Recorde africano                      | Recorde africano (African) |                                           | Q | Classificado por posição (Qualified) |
| Recorde do campeonato | Recorde do campeonato (Championship record)  | Recorde da América    | Recorde da América (Americas)         | q                          | Classificado por melhor tempo (Qualified) |   |                                      |
| Melhor marca do ano   | Melhor marca do ano (World leading)          | Recorde asiático      | Recorde asiático (Asian)              | DNS                        | Não largou (Did not start)                |   |                                      |
| Recorde nacional      | Recorde nacional (National record)           | Recorde europeu       | Recorde europeu (European)            | DNF                        | Não terminou (Did not finish)             |   |                                      |
| Recorde pessoal       | Recorde pessoal do atleta (Personal best)    | Recorde da Oceania    | Recorde da Oceania (Oceania)          | DSQ / DQ                   | Desclassificado (Disqualified)            |   |                                      |
| Recorde da temporada  | Recorde da temporada do atleta (Season best) | Recorde sul-americano | Recorde sul-americano (South America) | NM                         | Sem marca (No mark)                       |   |                                      |